# Richard Hart Nibbrig
Richard Hart Nibbrig (1948) is een Nederlandse jurist en schrijver.
Hij is werkzaam in het bedrijfsleven en werkte op het Bovenwindse eiland Sint-Maarten in de advocatuur. Hij publiceerde over zijn ervaringen op dat eiland de roman Sint Maarten merengues (1992).

## Over Hart Nibbrig
- Wim Rutgers, Nederlandstalig proza over de Caraïben. In: Ons Erfdeel - 1993, nr 3, pp. 431-433.
- Bas Senstius, Het Parool, 18 april 1992, pagina 53, "Zee Bier Vrouwen en Melancholie" in "Sint Maarten Merengues"